# Deuteronomos magnarius
Deuteronomos magnarius är en fjärilsart som beskrevs av Dyar 1902. Deuteronomos magnarius ingår i släktet Deuteronomos och familjen mätare. Inga underarter finns listade i Catalogue of Life.